# Eupithecia bella
Eupithecia bella es una especie de polilla de la familia Geometridae. La especie fue descrita por primera vez por Otto Staudinger habiendo sido descrita en 1897, con distribución en Rusia. El holotipo de la especie fue descrita en Sutschan, Amur.